# Chu Bảo Quyền
Chu Bảo Tuyền (chữ Hán: 周保權) (952 - 985), người huyện Vũ Lăng, Lãng Châu (nay là Thường Đức, Hồ Nam), là Vũ Bình quân tiết độ xứ vào cuối thời Ngũ đại Thập quốc từ năm 962 đến 963. Ông là con trai của Chu Hành Phùng, và giữ chức Phó Tiết độ sứ trong thời gian tại nhiệm của cha mình.

## Lên ngôi
Năm Kiến Long thứ ba (962) thời Tống Thái Tổ Triệu Khuông Dẫn, Chu Hành Phùng lâm bệnh nặng. Trước khi qua đời, ông dặn dò các thuộc hạ trung thành phò tá Chu Bảo Quyền, lúc đó mới 11 tuổi, tiếp quản quân vụ. Đồng thời, ông cảnh báo rằng Trương Văn Biểu, Thứ sử Hành Châu (nay là Hành Dương, Hồ Nam), chắc chắn sẽ làm phản, nên sớm cử Dương Sư Phàn đi trấn áp.
Quả nhiên, sau khi Chu Hành Phùng qua đời, Trương Văn Biểu khởi binh tạo phản. Chu Bảo Quyền liền cử Dương Sư Phàn xuất quân dẹp loạn, đồng thời cầu viện Tống triều và Kinh Nam (nay là khu vực Kinh Châu, Hồ Bắc).

## Sau khi bị nhà Tống thu phục
Trong thời kỳ này, Chu Bảo Quyền lần đầu tiên được nhà Tống bổ nhiệm làm Vũ Bình quân tiết độ sứ. Đến tháng Giêng năm Kiến Long thứ tư (963), Dương Sư Phàn nhanh chóng đánh bại Trương Văn Biểu và tiêu diệt phe phản loạn. Tuy nhiên, Tống Thái Tổ đã lấy cớ bình định Hồ Nam để sai Mộ Dung Ngạn Chiêu và Lý Xử Quân dẫn quân nam tiến, thực chất nhằm chiếm lấy Kinh Nam của họ Cao và vùng đất Hồ Nam do Chu Bảo Quyền kiểm soát. Cuộc chiến này được gọi là "Trận Kinh Hồ".
Tống Thái Tổ không trị tội ông mà phong làm Hữu Thiên Ngưu Vệ Thượng tướng quân , quản thúc tại kinh đô Đại Lương. Đến năm Can Đức thứ năm (967), ông được thăng chức Hữu Vũ Lâm Thống quân. Năm Thái Bình Hưng Quốc nguyên niên (976) thời Tống Thái Tông, Chu Bảo Quyền được bổ nhiệm làm Thái thú Tịnh Châu (nay là Du Thứ, Sơn Tây).
Năm Ung Hi thứ hai (985), ông qua đời.
| Danh tính               | Thời gian tại vị |
| ----------------------- | ---------------- |
| Lưu Ngôn (劉言)         | 951—953          |
| Vương Quỳ (王逵)        | 953—956          |
| Chu Hành Phùng (周行逢) | 956—962          |
| Chu Bảo Quyền (周保權)  | 962—963          |